# Rotundracythere gravepuncta
Rotundracythere gravepuncta är en kräftdjursart som beskrevs av N. de B. Hornibrook 1952. Rotundracythere gravepuncta ingår i släktet Rotundracythere och familjen Cytherideidae. Inga underarter finns listade i Catalogue of Life.